# 368 a.C.

## Eventos
- Espúrio Servílio Estruto, Lúcio Papírio Crasso, Sérvio Sulpício Pretextato, pela terceira ou quarta vez, Tito Quíncio Cincinato Capitolino, Sérvio Cornélio Maluginense, pela sexta ou sétima vez, e Lúcio Vetúrio Crasso Cicurino, tribunos consulares em Roma.
- Marco Fúrio Camilo nomeado ditador pela quarta vez, tendo Lúcio Emílio Mamercino como seu mestre da cavalaria. Ele acaba renunciando depois de fracassar na mediação do conflito entre patrícios e plebeus pelo acesso destes ao consulado. Públio Mânlio Capitolino é nomeado logo em seguida e nomeia um Caio Licínio como seu mestre da cavalaria.
- 103a olimpíada: Pitóstrato de Éfeso, vencedor do estádio.[1]